# Шеркок
Шеркок (англ. Shercock; ирл. Searcóg, «молодая любовь») — деревня в Ирландии, находится в графстве Каван (провинция Ольстер) на пересечении трасс R162 и R178.

## Демография
Население — 588 человек (по переписи 2016 года). В 2002 году население составляло 454 человек.
Данные переписи 2006 года:
| Общие демографические показатели |               |                               |                               |      |      |
| Всё население                    | Всё население | Изменения населения 2002—2006 | Изменения населения 2002—2006 | 2006 | 2006 |
| 2002                             | 2006          | чел.                          | %                             | муж. | жен. |
| 454                              | 461           | 7                             | 1,5                           | 224  | 237  |